# Temas bíblicos del arte paleocristiano
En el arte paleocristiano se dio un uso progresivo y cada vez mayor de temas bíblicos sea en contextos funerarios, sea también en contextos cultuales (iglesias). No fue una evolución sin dificultad debido a la prohibición bíblica de hacer imágenes, interpretada a veces en sentido estricto o bien porque al representar temas cristianos, los fieles serían fácilmente reconocidos y esto los ponía en peligro en tiempos de persecución. Sin embargo, poco a poco y de la mano de la predicación (que muchas veces influyó en los atributos y detalles iconográficos propios de cada escena) se fueron empleando las escenas bíblicas más representativas de los contextos donde venían realizadas las obras. Con el edicto imperial de 313 que reconoce la religión cristiana y, posteriormente, el llamado «siglo de oro» de los Padres de la Iglesia, se abre un período muy fecundo de representaciones bíblicas sobre todo en el arte funerario.
En este artículo se mencionan las escenas bíblicas más usadas explicando estos elementos a partir de textos de la predicación de los Padres de la Iglesia.

## Adán y Eva
Se trata de una de las imágenes más enigmáticas debido a la dificultad de encontrar el sentido que los cristianos le daban: en efecto, no resulta sencillo explicar su presencia, por ejemplo, en contextos funerarios, ya que normalmente se asocia con el pecado y con la muerte en sentido negativo. Las representaciones de las catacumbas son principalmente de temas de liberación, de salvación, de resurrección. Sin embargo, ya en las cartas de san Pablo existen paralelismos y menciones a Adán que hacen ver que existía una asociación fácilmente realizable entre Adán y Cristo (cf. 1Co 15, 21-22).
En las catacumbas se suele representar a Adán y a Eva a ambos lados del árbol del conocimiento del bien y del mal, con una serpiente enrollada alrededor del árbol y la pareja cubriéndose con hojas los genitales. Se trata, por tanto, de una escena que los representa después de haber pecado. De ahí que otro elemento que da luz a la interpretación es la presencia en el centro del árbol: los Padres de la Iglesia asocian ese árbol por el que llegó el pecado con el «árbol» de la cruz. En las representaciones posteriores y en los sarcófagos se presenta también a Adán y Eva después de ser expulsados del paraíso, él llevando un cordero y ella con un fardo de espigas.
Por tanto, se puede pensar que la representación del pecado de Adán y Eva sea, como el caso de Jonás arrojado al mar, una escena que recuerda la salvación y la liberación por medio de las asociaciones que la primera predicación hacía a partir de Adán, de Eva, del árbol de la vida.

## El buen pastor

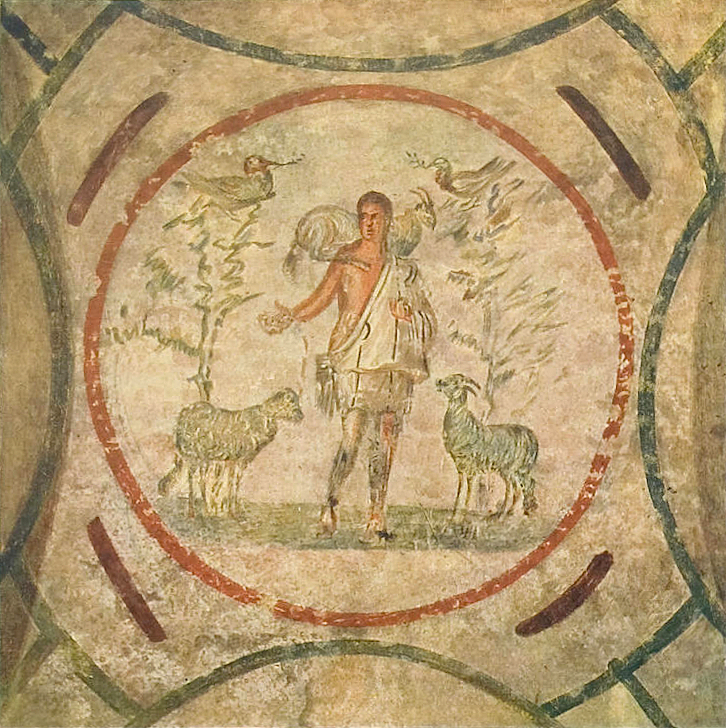
El Buen Pastor en una representación de las Catacumbas de Priscila.

La representación de escenas bucólicas, especialmente pastoriles era una constante en los cementerios romanos antiguos. Con ella se quería mostrar la tranquilidad, la armonía, la felicidad y la paz que se deseaba para los muertos. En ámbito judeocristiano las escenas del pastor, de las ovejas, de los mercenarios son un tema conocido por la cantidad de alusiones bíblicas a esta imagen.
En el arte paleocristiano es la escena más representada: más de 900 veces. Dadas las condiciones de persecución que sufrían los cristianos durante algunas temporadas en el imperio romano, no era raro que usaran representaciones paganas dándoles un nuevo sentido. De este modo, a quien viera las tumbas no era inmediatamente evidente que una tumba o cripta era de un cristiano. Así, algunos creen que el sentido dado a la imagen del pastor en los cementerios cristianos era el de la persona encargada de llevar al fallecido al más allá, así como hacía –según la mitología romana– Hércules psicopompo con las almas. Es decir, se quería significar con ello una imagen de la salvación.
Sin embargo, como recuerda Dulaey:

Sería sorprendente que una representación del pastor no despertase en sus corazones el recuerdo de Cristo, a quien los textos más antiguos atribuyen el título de «pastor de las ovejas del rey celeste» (Clemente de Alejandría), «pastor de la Iglesia universal difusa en toda la tierra» (Policarpo), «pastor de quienes son salvados» (Melitón de Sardes) y «santo pastor que pastorea su grey en los montes y llanuras» (inscripción de Abercio)
Dulaey (2004:54)

Las narraciones de la parábola de la oveja perdida son ricas en imágenes. El Evangelio de Lucas es el único en mencionar que el pastor trae la oveja sobre la espalda, quizás influido por la imagen griega del pastor crióforo. Este texto y especialmente la versión de Mateo así como el capítulo X del Evangelio de Juan eran muy usados en la liturgia del bautismo tomando cada elemento del salmo 23 como parte de una catequesis. De ahí que la representación del Buen Pastor estuviera presente en casi todos los baptisterios o pilas bautismales de la antigüedad cristiana. Otro elemento aprovechado es el dato que introduce Mateo indicando que el pastor tiene su rebaño en el monte ya que al bajar desde allí a buscar a la oveja perdida, este «descenso» simbolizaría la Encarnación y el anonadamiento de Jesús. También tal «descenso» del monte se ha comparado con el descenso de Cristo al infierno que se menciona en el credo y a través de esta comparación con toda la pasión y muerte de Jesús. También el retorno del pastor con la oveja, escena no mencionada en los evangelios, es motivo de comentarios de los Padres de la Iglesia y luego de representaciones artísticas: simboliza la ascensión. Esta presencia de los sufrimientos y de la muerte de Jesús en la simbología del pastor explica también que esta imagen haya sido tan usada en los sarcófagos y frescos de las catacumbas o cementerios cristianos: es un símbolo de la victoria sobre la muerte. Los árboles que están a un lado y otro del pastor son imagen del paraíso perdido y recobrado gracias a la intervención del Pastor.
Diversos elementos se añaden a la representación del pastor con simbologías diversas: el rótulo que indica su condición de maestro, el pastoral o báculo (usado hasta hoy por los obispos católicos) que indica su autoridad, etc.
Durante el siglo IV la atención se traslada del pastor a la situación de la oveja, y se subraya el estado lamentable en que se encontraba cuando el Buen Pastor decide salir en su busca.

## El ciclo de Jonás

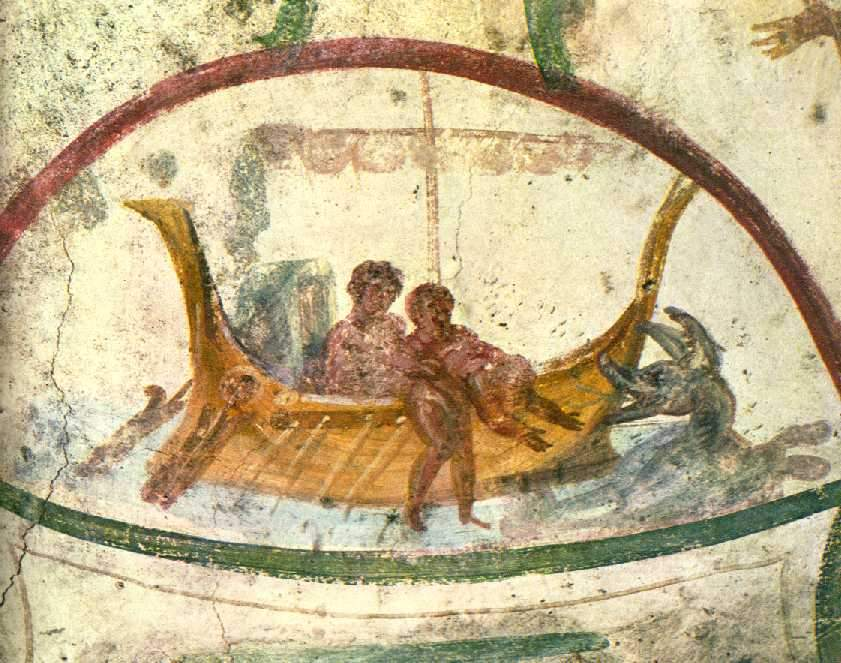
Jonás es arrojado al mar: escena en las catacumbas de Marcelino y Pedro.

Las representaciones tomadas del libro de Jonás son bastante frecuentes en el arte paleocristiano tanto en contexto funerario como bautismal. Evidentemente son imágenes del período en que las persecuciones habían amainado y no resultaba peligroso representar temas bíblicos. En las catacumbas de Roma hay unas setenta representaciones de las historias de Jonás. Y en el museo Pío-Cristiano hay un sarcófago llamado del ciclo de Jonás por contener esculturas de diversos momentos de la aventura del profeta. Unas 200 veces aparece en los sarcófagos cristianos.

De los tres episodios bíblicos mencionados -sin contar las veces que aparecen en la escultura funeraria- el de Jonás es el más abundante en las pinturas de las catacumbas romanas, pues, pasan de ochenta; el sacrificio de Abraham cuenta con una veintitrés, y, con una menos, la escena de los tres hebreos en el horno
Carletti (1985:20)

Aun cuando hoy sabemos que el salmo que Jonás recita –según el texto bíblico– en el vientre de la ballena es un añadido posterior, los predicadores de la Antigüedad lo usaban para mostrar el valor de la oración. Se trata de una acción divina que sucede en un momento trágico y de desesperanza absoluta: de ahí que fuera tan popular entre los Padres de la Iglesia y, por ende, en las representaciones artísticas funerarias.
Era usado también en la preparación al bautismo como muestra de la conversión (partiendo de cuanto hicieron, según el libro, los ninivitas al recibir el anuncio de la destrucción de la ciudad). También se le relacionaba con otros personajes que habían sido salvados de las aguas como Moisés y Noé. Y dado que el mar había servido de purificación que le había permitido seguir el mandato divino, se usa como muestra del poder del bautismo. Además, dado que Jonás había pasado tres días en el vientre de la ballena, que Jesús había comentado este hecho para compararlo con su resurrección, el bautismo en los primeros años del cristianismo se hacía con una triple inmersión en el agua que simbolizaba estos tres días e identificaba ese sacramento con la resurrección del creyente. 
Finalmente y dado que el mismo Jesucristo se había identificado con Jonás en el evangelio, la iconografía del profeta es usada también para representar al mismo Cristo. Evidentemente se trata de una aproximación, pues Jonás rechazó al inicio cumplir el encargo que Dios le hacía:

El profeta Jonás anunció a Cristo no tanto con sus palabras, sino con una especie de pasión que sufrió y de una manera seguramente más clara que si hubiese proclamado a alta voz su muerte y resurrección. ¿Por qué entonces fue recibido en el vientre del monstruo y luego, al tercer día fue expulsado si no es para figurar a Cristo que vuelve el tercer día de las profundidades del infierno?
Ciudad de Dios 18, 30, 2

Los ciclos de Jonás suelen mostrar tres episodios de su vida: el profeta que es arrojado al mar por sus compañeros de viaje y al tiempo es tragado por el monstruo, el momento en que es expulsado y llega a la playa y acostado bajo el ricino en espera de la destrucción de Nínive.
Esta última es la imagen más usada ya que se consideraba la más representativa de todo el episodio. Es interesante que la planta pintada o esculpida es una calabaza pues se sigue el texto de la Vetus Latina o de la traducción de los LXX. El texto hebreo habla de un ricino. San Jerónimo tradujo hedera con lo que se ganó algunas críticas de los puristas bíblicos de entonces que usaban como argumento, precisamente las representaciones cristianas.

## El sacrificio de Isaac

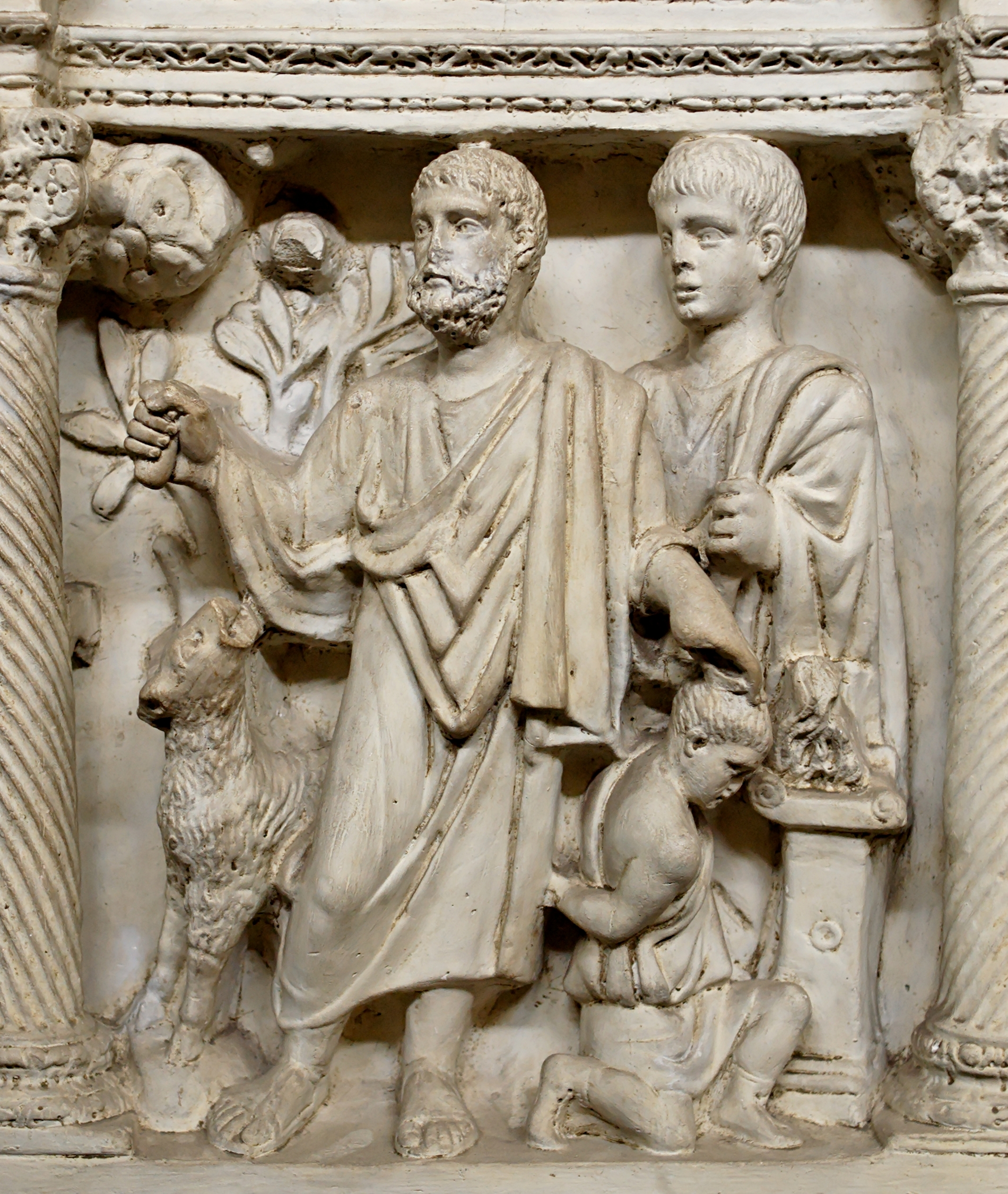
El sacrificio de Isaac en el sarcófago de Junio Basso.

El sacrificio de Abraham es otro tema bíblico bastante presente en las representaciones paleocristianas: 165 veces hasta el siglo VIII.  Se encuentra en el libro del Génesis, capítulo 22. Evidentemente un sacrificio de estas características y contrario incluso a lo que el mismo Yahveh indicó prohibiendo los sacrificios humanos, resulta interesante y muy tratado en la literatura. Sin embargo, para los primeros cristianos se trataba más de un caso de liberación con el tema del sacrificio en el fondo que de un escándalo ante su fe. En el Evangelio se considera a Isaac como una figura de Jesús. En los textos de los Padres de la Iglesia se retoman varios elementos del episodio: el hecho de que Isaac lleve el leño del sacrificio, como Cristo lleva su cruz, la identificación de las zarzas donde estaba enredado el carnero con la cruz o con la corona de espinas, la inmolación del carnero que representa la del mismo Cristo, etc. Otros autores comparan la liberación de Isaac con la resurrección de Jesús y por ende la liberación de la muerte, exégesis que ya estaba presente en la carta a los hebreos:

Por la fe, Abraham, sometido a la prueba, presentó a Isaac como ofrenda, y el que había recibido las promesas, ofrecía a su unigénito, respecto del cual se le había dicho «Por Isaac tendrás descendencia». Pensaba que poderoso era Dios aun para resucitar de entre los muertos. Por eso lo recobró para que Isaac también fuera figura.
Hb 11, 17-19

Texto que fue ampliamente usado en la catequesis y comentado por los Padres. De ahí que las representaciones cristianas más antiguas no subrayen el tema del sacrificio, sino más bien la liberación de la muerte, la resurrección:

El sacrificio de Isaac fue representado en el arte funeraria para evocar la gracia realizada por Dios a la humanidad con el don de su Hijo único. A través de la fe en la resurrección de Cristo, el fiel esperaba resucitar a su vez de entre los muertos
Dulaey (2004:127)

En el siglo III, alrededor del 240, se encuentra las primeras imagen que representa el sacrificio: en vez del ángel que detiene a Abraham se presenta la mano de Dios cuando el patriarca ya tiene el cuchillo en alto para sacrificar a su hijo. Este fresco estaba en Dura Europos. Tiene un elemento particular y es que en una esquina se aprecia una tienda con una persona: se cree que se trata de la descendencia prometida a Abraham.
Las representaciones romanas del período, la primera en las Catacumbas de San Calixto, presentan el momento posterior: Isaac ya se ha salvado y ambos, con Abraham, están en posición orante y dando gracias. En las catacumbas de Priscila hay una pintura en la capilla griega que representa a Abraham con el cuchillo en alto a punto de sacrificar a Isaac. En la cripta de la Velatio en cambio se muestra a ambos de camino al lugar de sacrificio y a Abraham apuntando hacia el lugar del holocausto.
En el siglo IV la escena se va fijando. No se representa ya a Isaac acostado en el altar sino de camino a él o de rodillas ante Abraham. Aparece ya el ángel que menciona la Biblia aunque no se abandona del todo la presencia de la mano divina. 
Desde el siglo V, ya se abandona el simbolismo sobre la liberación ya que casi todas las representaciones muestran más bien el tema del sacrificio.

## Daniel con los leones

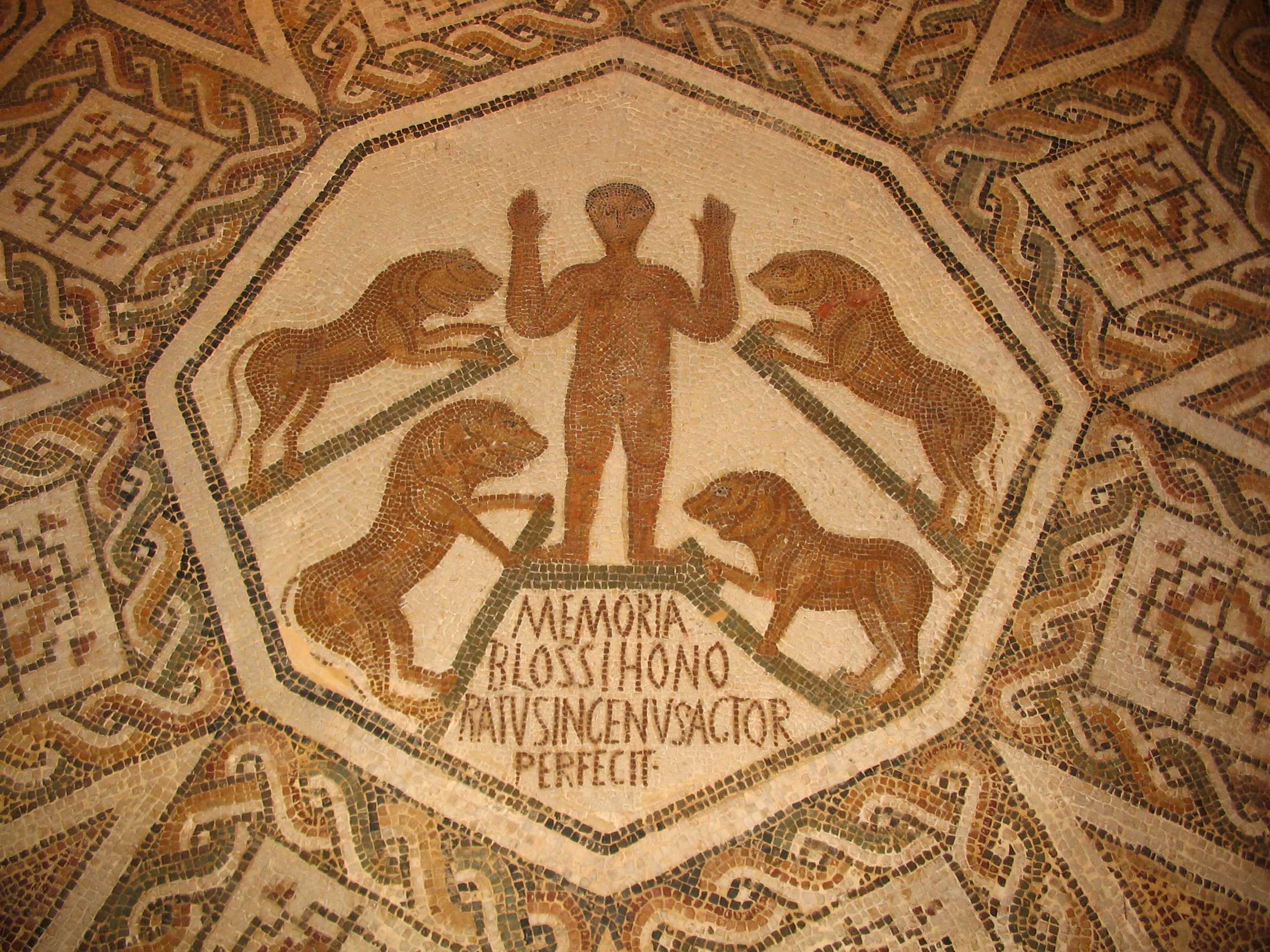
Daniel y los leones en el museo nacional del Bardo.

Aparece en dos textos de la Biblia: los capítulos 6 y 14 del libro de Daniel. Los escritores cristianos de la antigüedad usan más la segunda versión pues es más rica en detalles que permiten una catequesis más viva: más tiempo en la fosa y la llegada de Habacuc. Se subrayan diversas virtudes de Daniel: su constancia en la oración (de ahí que sea representado en forma de orante) o su capacidad de sacrificio (por el ayuno). Pero también elementos propios del episodio como el hecho de que la comida para Daniel venga «del cielo», como el pan eucarístico: por ello, se suele mostrar a Habacuc llevando a Daniel un pan con una cruz, de manera que quede clara la simbología cristiana de todo el pasaje. 
Evidentemente el pasaje permite también una interpretación de muerte y resurrección, debido a la presencia de los leones (usados por los romanos para ejecutar algunas sentencias de muerte) y por la fosa (elemento bíblico conocido que se identifica con el infierno) que fue comparada con la tumba de Jesús. De ahí que aparezca abundantemente en contextos funerarios:

La escena de Daniel está representada en la pintura catacumbal romana unas 67 veces; la de Noé unas 45 y la Resurrección de Lázaro unas 67. Todas son símbolo de salvación por la fe y de la resurrección.
Carletti (1985:35)

Hay un testimonio de Paulino de Nola sobre las representaciones de Daniel:

Las bestias están sentadas a los pies del profeta, una a cada lado, y con la lengua le acarician los pies al orante
Poesía 26, 259-260

## Los tres hebreos en el horno

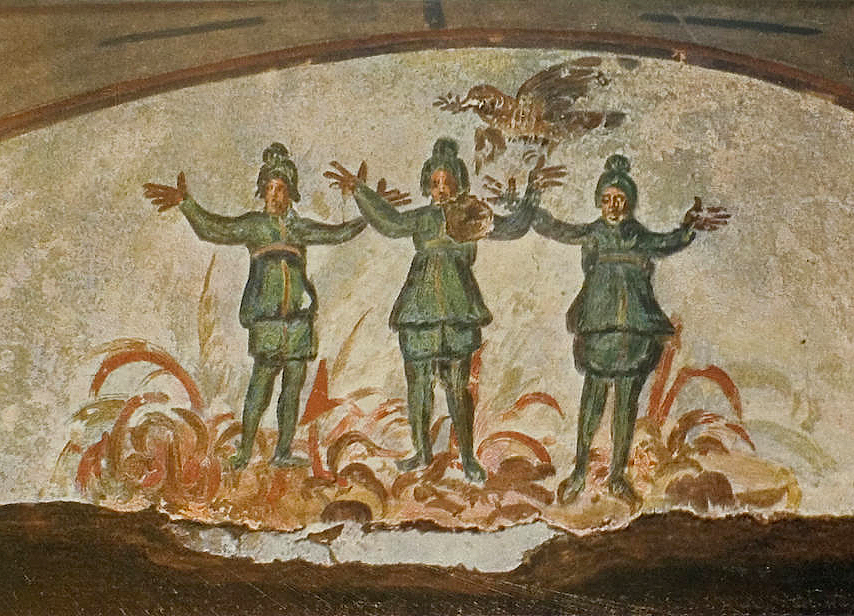
Los jóvenes hebreos en las llamas: escena representada en las catacumbas de Priscila.

Se trata de otro episodio narrado en el libro de Daniel (cf. Dn 3) según la versión griega. Dos elementos se mezclan en las representaciones: el hecho de que los jóvenes rechazan la adoración del rey (rechazando al mismo tiempo el fundamento religioso del poder político) y la salvación del fuego del horno.
La primera escena es común a inicio del siglo III, precisamente cuando los emperadores exigían culto religioso hacia sus personas. Se les muestra negándose siquiera a mirar la estatua que se les pedía adorar y en paralelo, la escena de la adoración de los magos, como para mostrar más claramente el contraste. Ahora bien, dado que su firmeza se basaba en la confianza en un Dios liberador, también se empleó en catacumbas o sarcófagos: Dios libera y da la inmortalidad.
Cuando los tres jóvenes son representados en el horno, siempre en posición de orante, se muestran más bien como mártires que confían. La frase del versículo 18 fue muy empleada en la predicación:

Si nuestro Dios, a quien servimos, es capaz de librarnos, nos librará del horno de fuego ardiente y de tu mano, oh rey; y si no lo hace, has de saber, oh rey, que nosotros no serviremos a tus dioses ni adoraremos la estatua de oro que has erigido

El motivo hay que buscarlo en ese «aun si no lo hace», que muestra la esperanza en la resurrección, según la gran mayoría de los comentaristas. 
Sobre el fuego, se subrayaba su simbolismo que era el juicio final. Así se explica que reconozca a quiénes quemar y a quiénes no. 
Un dato interesante es que en algunos sarcófagos se ha esculpido a alguien que se encarga de mantener el fuego.
El texto menciona un cuarto personaje que aparece junto a los tres jóvenes dentro del horno. El texto griego tiene una variante: la versión de Teodocione dice «el cuarto parece a un hijo de los dioses (o hijo de Dios)». En la Septuaginta se dice «de un ángel de Dios». De ahí que el texto fuera usado para mostrar que no era extraño a la mentalidad judía la intuición sobre un «hijo» de Dios, pero también la convicción –que se hizo luego común– de que este personaje era el Verbo. De ahí también que en varias representaciones este cuarto personaje sea caracterizado con la cruz, sea por sus brazos, sea porque apaga el fuego con la cruz, etc.
Todo el episodio fue usado en las liturgias de Pascua –por su relación con la resurrección– y del bautismo:

Entrad, haceos bautizar, hermanos, en esta llama que libera de las cadenas, esta llama donde se esconde la Trinidad, en la que habita secretamente Aquel que en el horno era el Cuarto y se había unido a los tres hebreos
Efrén de Siria, Sobre la Epifanía 8, 6

Así el horno se asoció primero y se identificó después con la pila bautismal.

## Noé

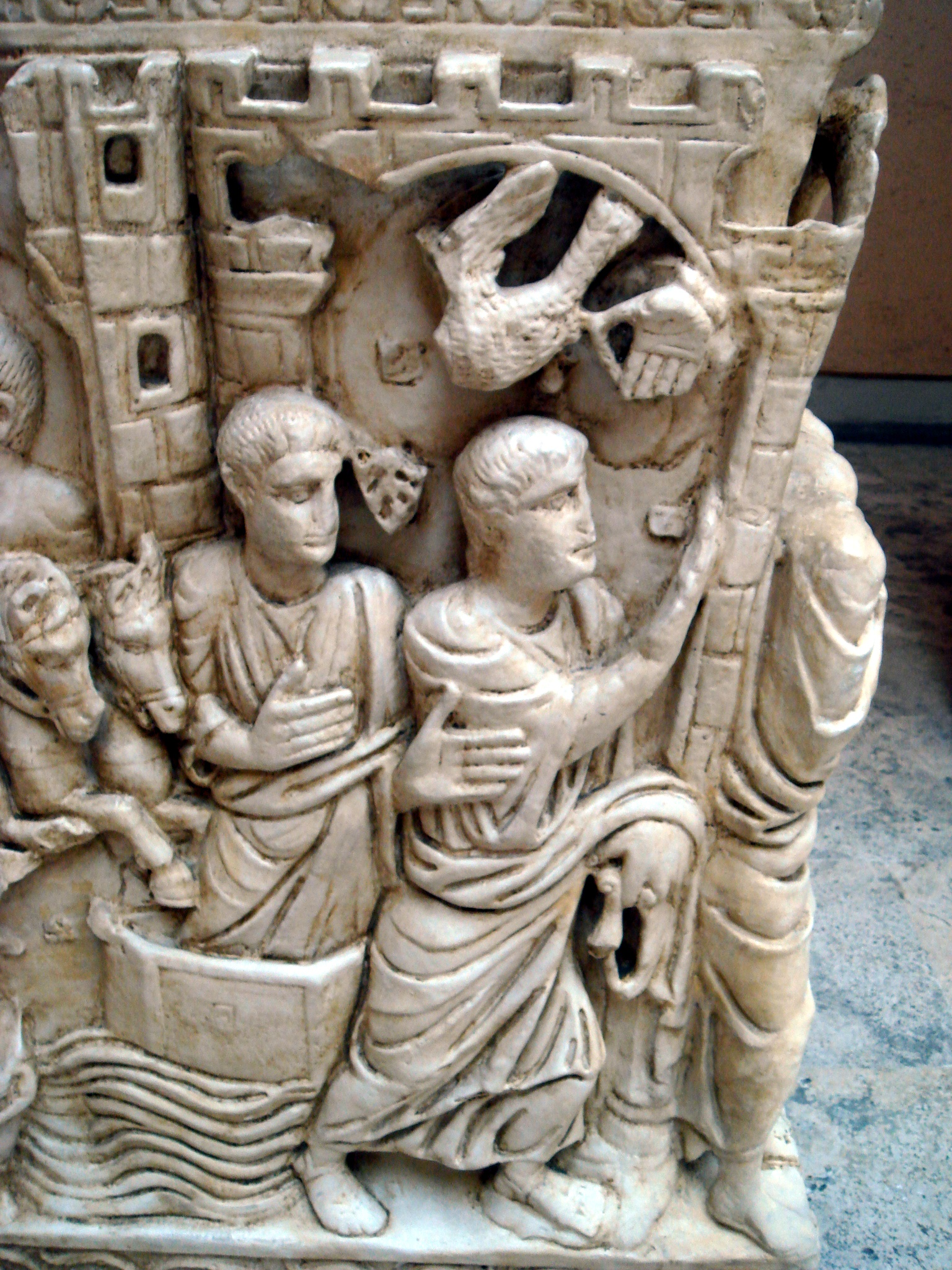
Noé y Moisés en el sarcófago de Estilicón.

El texto fuente de la Biblia se encuentra de los capítulos 6 al 9 del Génesis. Por el tema de salvación inesperada de una destrucción total es una historia muy usada tanto en la catequesis como en el arte cristiano antiguo:

Noé figura en más de cuarenta pinturas y en unas treinta de sarcófagos, pero parece que solo desde fines del siglo III.
Dulaey (2004:170)

Por el hecho de que se alababa su condición de «justo» fue comparado con Cristo, también su estar en el arca fue comparado con el sepulcro de Jesús.
Otro elemento tomado de la narración bíblica es que del diluvio se habrían salvado 8 personas:

En el diluvio se realizó el misterio de la salvación del mundo. El justo Noé junto a otros seres humanos del tiempo del diluvio, es decir, su mujer, sus tres hijos y las esposas de los hijos, por cuanto eran ocho simbolizaban precisamente al octavo día en el que nuestro Cristo apareció resucitado de entre los muertos
Justino Mártir, Diálogo con Trifón 138, 1

El número ocho se emplea, por ello, en multitud de plantas de iglesias como la del baptisterio de Milán o de Letrán.
El arca se identificó con la cruz de muchas y curiosas formas. Por ejemplo, dado que se dice que el arca medía 300 codos de largo, y 300 se expresa en griego por la letra tau: La tau tiene forma de cruz, etc.
Es mucho más clara y directa la alegoría del diluvio como símbolo del bautismo, imagen que ya se empleó en la Primera epístola de Pedro:

En los días en que Noé construía el arca, en la que unos pocos, es decir, ocho personas, fueron salvados a través del agua; a esta corresponde ahora el bautismo que os salva y que no consiste en quitar la suciedad del cuerpo, sino en pedir a Dios una buena conciencia por medio de la Resurrección de Jesucristo
1P 3, 20-21

Hay varios elementos que permiten hacer más incisiva la imagen, por ejemplo, la presencia de la paloma tanto en la narración del bautismo de Jesús como en el episodio del diluvio. Esta paloma con un ramo de olivo en el pico está presente en varias catacumbas cristianas pero también paganas, ya que era un símbolo de la paz deseada para los difuntos. 
Dos son los temas más presentes a la hora de representar a Noé: se le pone en posición de orante o acogiendo a la paloma.